# 祥雲寺 (羽生市)
祥雲寺（しょううんじ）は、埼玉県羽生市にある曹洞宗の寺院。

## 歴史
1571年（元亀2年）に開山された。その後1604年（慶長9年）に寺容が整備された。
現在の本堂は、1762年（宝暦12年）に建てられたものである。典型的な禅宗様式の建物で土間が設けられている。

## 文化財
- 木造聖観音立像（羽生市指定有形文化財 昭和48年7月1日指定）[2]

## 交通アクセス
- 羽生駅より徒歩30分。